# بمب‌گذاری‌های سفارت‌ها در تاشکند
بمب‌گذاری‌های سفارت‌ها در تاشکند (انگلیسی: Bombings of the American and Israeli embassies, Tashkent) در روز جمعه ۳۰ ژوئیه ۲۰۰۴ در سه بمب‌گذاری انتحاری در تاشکند پایتخت ازبکستان رخ داد. این بمب‌گذاری‌ها سفارت‌های اسرائیل و آمریکا و دفتر دادستان کل ازبکستان را هدف قرار دادند. دو تن از نگهبانان امنیتی ازبکستان در ورودی سفارت اسرائیل کشته شدند و نه نفر دیگر در بمب‌گذاری‌ها زخمی شدند.
بمبگذاری‌ها تقریباً همزمان حدود ۵ صبح رخ داد زمانی که بمب‌گذار در نزدیکی ورودی سفارت اسرائیل توسط نگهبانان دیده شدند آنها وارد عمل شده و دو ازبکی که از سفارت اسرائیل محافظت می‌کردند کشته شدند. یکی از نگهبانان حفاظت شخصی سفیر اسرائیل بود.
هفت نفر در بمب‌گذاری در دادستانی و دو نفر دیگر در سفارت ایالات متحده مجروح شدند. هیچ آمریکایی یا اسرائیلی در این حملات مجروح نشدند.
این بمب‌گذاری‌ها در مدت کوتاهی پس از آن انجام شد که پانزده عضو مظنون القاعده برای محاکمه به علت تعدادی از حملات در اوایل سال ۲۰۰۴ که ۴۷ نفر طی آن کشته شدند و همچنین توطئه برای سرنگونی دولت ازبکستان، دستگیر شدند.
اتحادیه جهاد اسلامی مسئولیت حملات را بر عهده گرفت. القاعده و جنبش اسلامی ازبکستان نیز مظنون به دخالت در حملات هستند.